# Chris Ford
Pour les articles homonymes, voir Ford (homonymie).
Christopher Joseph Ford, dit Chris Ford (né le 11 janvier 1949 à Atlantic City dans le New Jersey et mort le 17 janvier 2023), est un joueur et entraineur  de basket-ball américain.

## Biographie
Chris Ford commence à jouer dans la Holy Spirit High School à Absecon dans le New Jersey avant de continuer à l'Université Villanova.
Il a joué dix saisons (1972-1982) en NBA dans les équipes des Pistons de Détroit et des Celtics de Boston. Le 12 octobre 1979, Chris Ford est crédité du premier panier à trois points de la NBA lors du match des Celtics contre les Rockets de Houston au Boston Garden,. Après avoir été champion NBA en 1981 avec les Celtics, il met fin à sa carrière de joueur avec un total de 7 314 points.
Il devient pendant cinq ans entraineur-adjoint de K. C. Jones aux Celtics de Boston et obtient deux titres de champions NBA en 1984 et 1986. Il reste à Boston et devient l'assistant pour deux ans de Jimmy Rodgers.
En 1990, il devient l'entraineur en chef des Celtics de Boston qu'il dirige cinq ans pour un total de 410 matchs (222 victoires - 188 défaites) en saison régulière et 29 matchs (13 victoires - 16 défaites) en séries éliminatoires, avec pour meilleurs résultats des échecs en demi-finale de conférence en 1991, battu par les Pistons de Détroit 4 à 2 et en 1992, battu par les Cavaliers de Cleveland 4 à 3. Après une année sabbatique, il part ensuite entrainer les Bucks de Milwaukee où il échoue deux années de suite pour la qualification en playoffs. Il rejoint ensuite en cours de saison les Clippers de Los Angeles pour un bilan catastrophique de 9 victoires pour 41 défaites la première année et 11 victoires pour 34 défaites avant d'être licencié.
Pendant deux ans (2001-2003), il abandonne l'entrainement professionnel pour devenir entraineur de l'Université Brandeis (division 3 NCAA).
Il revient pour une année 2003-2004 en NBA pour entrainer les 76ers de Philadelphie.